# Takagawa Kaku

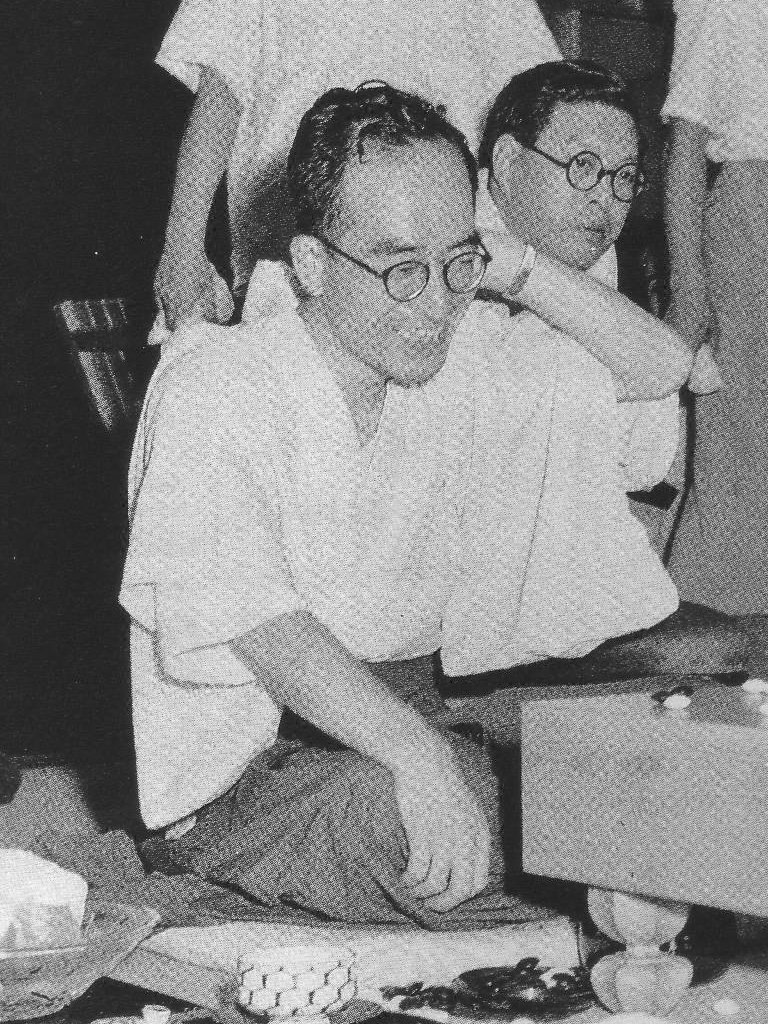
Kaku Takagawa

Takagawa Kaku (jap. 高川 格; * 21. September 1915 in Tanabe, Präfektur Wakayama; † 26. November 1986), auch bekannt als Takagawa Shūkaku (高川 秀格), war einer der erfolgreichsten japanischen Go-Spieler des 20. Jahrhunderts.

## Frühe Jahre
Er lernte etwa im Alter von sechs Jahren das Go-Spiel von seinem Vater, einem oft arbeitslosen Minenarbeiter aber auch guten Amateur-Spieler. Seinen ersten außerhäusigen Unterricht erhielt Kaku von einem Grundschuldirektor, der als stärkster Spieler der Gegend galt.
Da Kaku das Spiel schnell erfolgreich erlernte träumte sein Vater davon, dass aus seinem Sohn ein Profispieler werden könne. 1925, im Alter von elf Jahren, ging Kaku zu einer Tante nach Tokio. Kurz darauf spielte er ein Spiel mit fünf Steinen Handicap gegen den damaligen 1 Dan Nobuaki Maeda, ein Mitglied des Nihon Ki-in sowie ein Spiel mit neun Steinen Handicap gegen Hon’inbō Shūsai. Aufgrund familiärer Probleme blieb Kaku jedoch nur zwei Monate in Tokio und ging dann nach Osaka, wo er Schüler von Mitsuhara Itaru wurde. 1928 erhielt er seinen 1. Dan und 1931 den 2. Dan. Da er die Aufnahmeprüfung für die Wirtschaftsschule in Osaka nicht schaffte, entschied sich Kaku, es mit einer Profi-Karriere im Go zu versuchen. Er spielte 1933 beim Oteai-Turnier des Niho Ki-in mit. 1944 schlug er Go Seigen, ebenfalls im Oteai, und erhielt damit die Qualifikation zum 7. Dan.

## Kriegs- und Friedenszeiten
Kurz nach dem Spiel gegen Go Seigen wurde Kaku zum Militärdienst eingezogen. Nach einer zweimonatigen Grundausbildung musste er Dienst in einem Militärhospital in Osaka tun. Nach zwei Monaten wurde er wegen seiner schwachen Konstitution vom Dienst entlassen aber bald darauf wieder eingezogen. Nun erhielt er den Auftrag, in der Präfektur Miyazaki ein Feldlazarett aufzubauen. Nach dem Krieg ging Kaku nach Wakayama. Die nächsten Jahre waren ein echter Kampf. Kaku versuchte, mit Gemüseanbau über die Runden zu kommen, was mehr schlecht als recht gelang.
Langsam besserte sich die allgemeine Situation in Japan und auch für Kaku traten bessere Lebensverhältnisse ein. 1950 ließ er sich mit seiner Frau, die er acht Jahre zuvor geheiratet hatte, und seinen zwei Kindern in Tokio nieder.

## Erfolge
Kaku Takagawa gewann den Honinbo-Titel neun Mal in Folge, von 1952 bis 1960, und erhielt aufgrund dieser Leistung den dauerhaften Titel des Ehren-Honinbo. Daraufhin wählte er Shukaku als seinen Honinbo-Namen.

## Schriften
- Sanren-Sei. Die Power-Eröffnung, 2010, Brett und Stein Verlag, ISBN 978-3-940563-13-2
- Joseki im Mittelspiel. Go-Sangyo-Verlag, Lintorf 1972 / Deutscher Schachverband der DDR, Komm. Go, Berlin 1986
- Go no Kandokoro (碁の勘どころ). Nihon Kiin, 1953
  - Peter Schnell (Übersetzer): Der Schlüssel zu Go. Deutscher Go-Bund, Berlin

## Quelle
- Go World Nr. 41 (Herbst 1985) S. 14

| Personendaten    | Personendaten                                                |
| ---------------- | ------------------------------------------------------------ |
| NAME             | Takagawa, Kaku                                               |
| ALTERNATIVNAMEN  | 高川 格 (japanisch); 高川 秀格 (japanisch); Takagawa Shūkaku |
| KURZBESCHREIBUNG | japanischer Go-Spieler                                       |
| GEBURTSDATUM     | 21. September 1915                                           |
| GEBURTSORT       | Tanabe, Präfektur Wakayama, Japan                            |
| STERBEDATUM      | 26. November 1986                                            |